# Terrebonne
Terrebonne är en stad i den västra delen av den kanadensiska provinsen Québec. Staden ligger vid Mille-Îlesfloden norr om Montréal och Laval. Terrebonne hade 2021 119 944 invånare.
Staden är administrativt uppdelad i tre områden: Lachenaie, La Plaine och Terrebonne, som alla var tre enskilda städer innan den administrativa reformen 2001 då dessa städer slogs samman till staden Terrebonne.

## Historia

### Lachenaie
Lachenaie grundades 1670 av Charles Aubert de La Chesnaye och är den äldsta delen av Terrebonne. Vid den tiden var redan algonkiner bosatta i området. Kolonisationen av området startade egentligen redan 1647 då Lachenaie upptogs i förläningen Repentigny.

### La Plaine
La Plaine grundades 1830 utifrån delar av äldre städer: Mascouche, Sainte-Anne-des-Plaines, Saint-Lin och Terrebonne. Vid samma tid höll orternas länsherrar på att färdigställa en väg mellan städerna kallad chemin de la Grande Ligne. Idag heter samma väg boulevard Laurier.
1877 utökades järnvägen till området vilket stimulerade den ekonomiska tillväxten. Vid samma tid grundades byn Saint-Joachim som 1920 bytte namn till La Plaine.

### Terrebonne
Terrebonnes förste länsherre, André Daulier Des Landes, erhöll titeln 1673. De var han som döpte området till "Terbonne". Han satte dock aldrig sin fot i närheten. Hans efterträdare började dock snart exploatera floden genom att uppföra flera kvarnar och ön Île-des-Moulins blev snart ett viktigt förindustriellt centrum.
Med träbron som stod färdig 1834 började de två bebyggda områdena växa samman. Terrebonne var det kommersiella centrumet med Saint-Louis-de-Terrebonne som den jordbruksintensiva delen.
1985 slogs de två städerna formellt ihop till en.

## Demografi
Då städerna slogs samman 2001 hade Lachenaie mer än 20 000 invånare, La Plaine 17 000 och Terrebonne nästan 46 000. Sammanslagningen gjorde Terrebonne till Québecs tionde största stad med omkring 83 000 invånare utspridda över en yta på 156 km².

## Turism
Under sommarsäsongen attraherar Terrebonnes naturresurser många turister. Cykling, paddling och fågelskådning hör till de populäraste aktiviteterna.

## Ekonomi
I Terrebonne har industrin och delar av näringslivet lokaliserats till fem företagsparker längs med motorvägarna. Där finns omkring 300 företag med fler än 5 000 anställda.

## Kultur
I Terrebonne finns två tidningar: La Revue de Terrebonne och Le Trait d'Union.